# المسيحية في النيجر

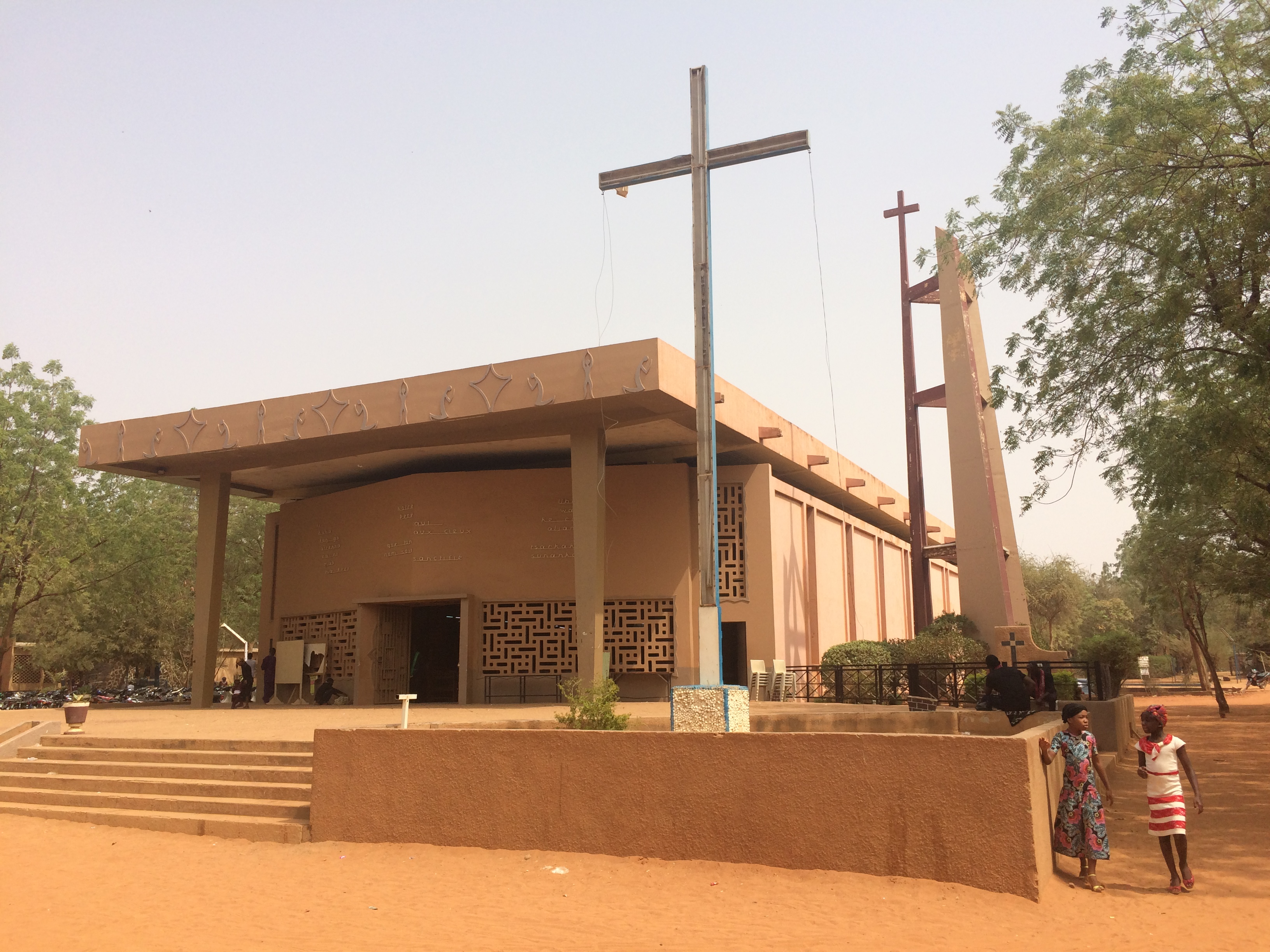
كاتدرائية سيدة المعونى الدائمة في مدينة نيامي.

تُشكل المسيحية في النيجر ثاني أكثر الديانات انتشاراً بعد الإسلام. دخلت المسيحية النيجر مع المؤسسات الإستعمارية الفرنسية، نتيجة لذلك يعتبر المسيحيين المحليين في النيجر من المتعلمين والنخب السياسيّة وأعضاء في الأسر ذات النفوذ منذ الفترة الإستعمارية، فضلاً عن المهاجرين من الدول الساحلية المجاورة، ولا سيمَّا من بنين وتوغو وغانا. المسيحيين، على حد سواء الرومان الكاثوليك والبروتستانت، يشكلون أقل من 5% من السكان ويتواجدون في العاصمة نيامي والمراكز الحضرية الأخرى مع السكان المغتربين. وضعت التقديرات الكنسيَّة الحاليَّة عدد السكان المسيحيين الحالي في حوالي 56,000 مع النمو المتوقع حوالي 84,500 بحلول عام 2025. بالمقابل قدرّ مركز بيو للأبحاث عام 2010 تعداد المسيحيين بحوالي 120,000 نسمة. وبحسب دراسة تعود إلى عام 2015 حوالي 4,500 مسلم تحول إلى المسيحية في النيجر.
تنشط المنظمات التبشيرية المسيحية الأجنبيَّة في البلاد، وذلك استمراراً لتقليد يعود إلى الفترة الإستعمارية. تأسست أول بعثة كاثوليكية في عام 1931، في حين وصل أول المبشرين البروتستانت إلى زيندر في عام 1924 وإلى تيبيري بعد سنوات قليلة. في أواخر السبعينات من القرن العشرين ضمت البلاد حوالي 12,000 كاثوليكي وحوالي 3,000 من المتحولين البروتستانت في النيجر، في حين كانت بقية السكان المسيحيين تتكون من الأجانب. في يناير من عام 2015 أسفرت الاحتجاجات التي اندلعت في النيجر على مجلة «شارلي إبدو» الفرنسية الساخرة وقيامها بطبع رسم كاريكاتيري للنبي محمد على غلاف عددها الاخير عن مقتل 10 اشخاص على الأقل وإحراق 45 كنيسة.

## الطوائف المسيحية

### الكاثوليكية

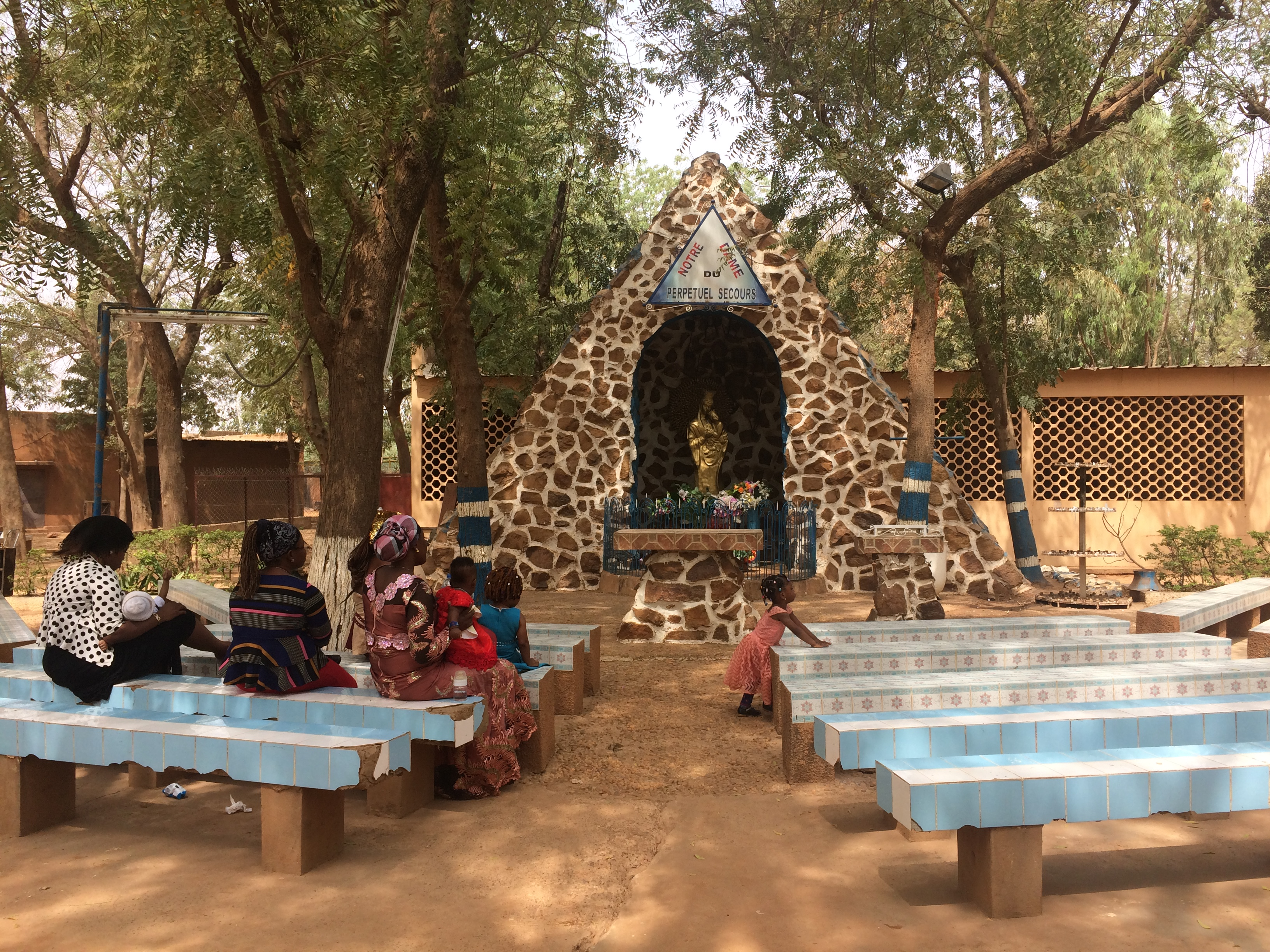
نساء كاثوليكيات يصلون في مدينة نيامي.

الكنيسة الكاثوليكية النيجريَّة هي جزء من الكنيسة الكاثوليكية العالمية في ظل القيادة الروحية للبابا في روما. تضم البلاد بين 16,000 كاثوليكي، إلى حوالي 30,000 كاثوليكي وفقاً لتقديرات مركز بيو للأبحاث عام 2010. ويتوزع كاثوليك البلاد على أبرشيتين وهي أبرشية مارادي والتي تضم حوالي ألف عضو، وأبرشية نيامي والتي تضم حوالي 15,000 عضو. أساقفة البلاد هم أعضاء في المؤتمر الأسقفي في بوركينا فاسو والنيجر.

### البروتستانتية
وفقاً لتقديرات مركز بيو للأبحاث عام 2010 بلغت أعداد البروتستانت في البلاد حوالي 90,000 نسمة. المنظمات التبشريّة المسيحية الأجنبية ناشطة في البلاد، وهي استمرار في تقليد يعود تاريخه إلى الفترة الإستعمارية. جاء المبشرون البروتستانت للبلاد في عام 1924. في أواخر عام 1970 كان في النيجر 12,000 الكاثوليكية وحوالي 3,000 بروتستانتي، مع عدد آخر من السكان المسيحيين من الأجانب الأوروبيين. وبحسب دراسة تعود إلى عام 2015 حوالي 4,500 مسلم تحول إلى المسيحية في النيجر، معظمهم تحول للمذهب البروتستانتي الإنجيلي.

## الأوضاع الاجتماعية

### العنف الديني

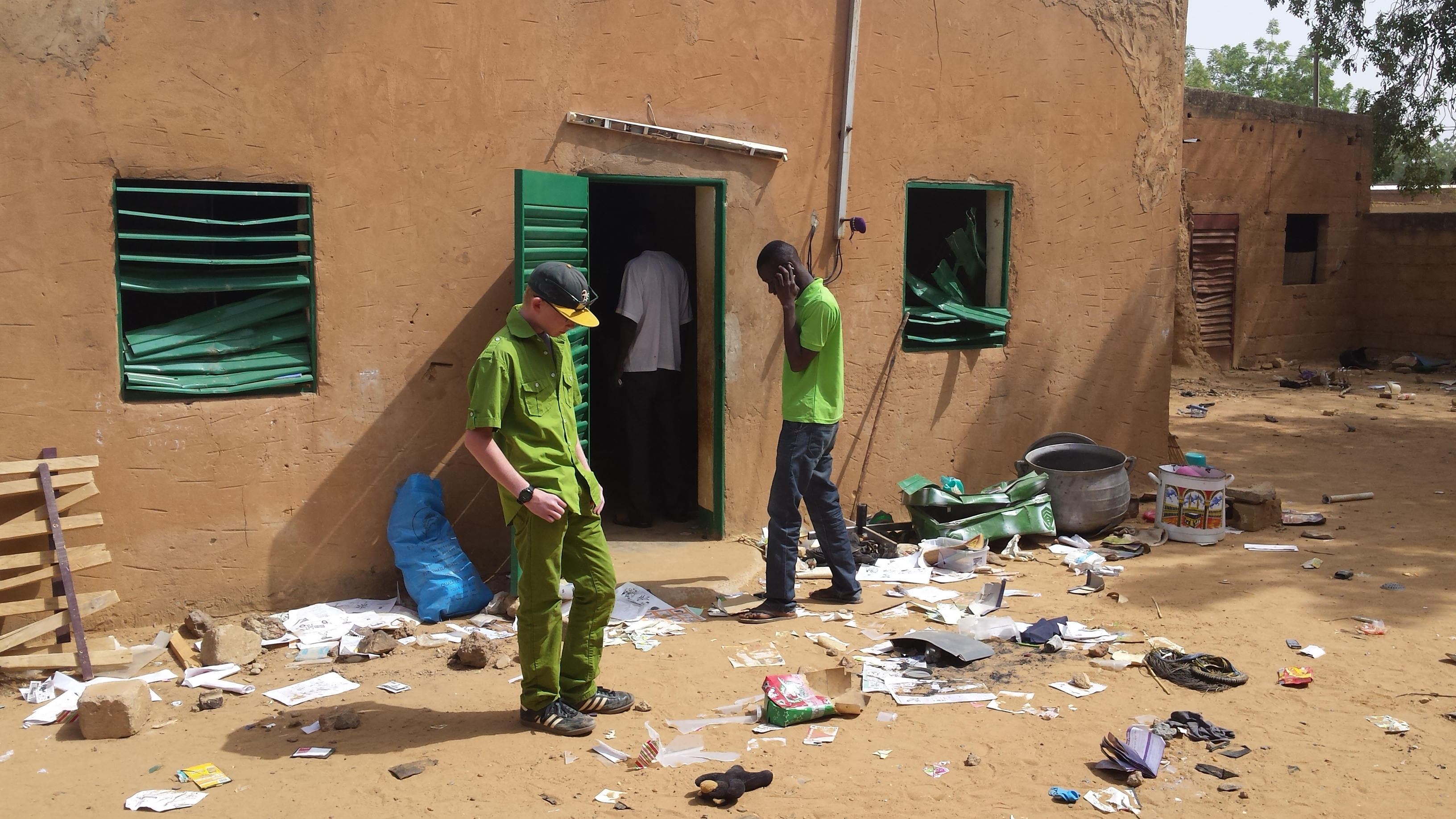
كنيسة محروقة في مدينة نيامي، في عام 2015 تم الإعتداء على عشرات الكنائس في النيجر من قبل محتجين على خلفية رسومات صحيفة شارلي إبدو.

في يناير عام 2015 تم استهداف الكنائس والمتاجر المملوكة للمسيحيين في الاحتجاجات على رسومات صحيفة شارلي إبدو، وهي صحيفة تصدر في باريس، موضوعاتها الرسوم والتقارير والمهاترات والنكات. أثارت رسومات صحيفة شارلي إبدو المسئية للنبي محمد أعمال شغب في مدينة زندر، ومرادي وغوري، مما أدى إلى هجمات على الكنائس والمتاجر المملوكة للمسيحيين والمركز الثقافي الفرنسي. قامت حشود مسلمة تتظاهر ضد تصوير محمد بمهاجمة وإضرام النيران في الأعمال التجارية الفرنسية والكنائس في نيامي. وبحسب الرئيس محمد يوسفو، قُتل عشرة أشخاص على الأقل خلال يومين من الاحتجاجات.

### الحرية الدينية
وفقاُ لتقرير الحريات الدينية الصادر عن وزارة الخارجية الأمريكية عام 2019 قام متظاهرون باحراق كنيسة مسيحية ومهاجمة كنيسة أخرى في مدينة مرادي الجنوبيَّة، رداً على اعتقال إمام بسبب معارضته لقانون الدين. ففي وقت متأخر من مساء يوم 15 يونيو قامت مجموعة من الشباب باحراق كنيسة بروتستانتية وأشعلوا النار في سيارة القس، بينما منعت الشرطة المهاجمين من إتلاف كنيسة مسيحية أخرى. وفي 13 مايو عام 2019، هاجم مسلحون مجهولون كنيسة كاثوليكية في دولبل بالقرب من الحدود مع بوركينا فاسو، مما أدى إلى إصابة قس، بحسب مراقبين دوليين. وفي 7 يونيو عام 2019، قام أعضاء في جماعة بوكو حرام بخطف امرأة مسيحية من قرية في منطقة ديفا، وأُطلق سراحها بضعة أيام في وقت لاحق مع تحذير كتابي للمسيحيين الذين يعيشون في المنطقة لمغادرة المدينة بداخلها ثلاثة أيام والا سيتم قتلهم.

### المواقف تجاه المسيحية
بحسب مسح لمركز بيو للأبحاث نُشر عام 2013 يقول حوالي 17% من المسلمين النيجريين إنهم يعرفون بعضًا أو كثيرًا عن المعتقدات المسيحية، ويقول حوالي 37% من المسلمين النيجريين أنَّ المسيحية تختلف كثيراً عن الإسلام، بالمقارنة مع 43% منهم يقولون أنَّ للمسيحية الكثير من القواسم المشتركة مع الإسلام. وقال 26% المسلمين النيجريين أنهم يشاركون في اجتماعات دينيَّة منظمة مع المسيحيين.